# Karl Gustav Ljungquist
Karl Gustav Sigvard Ljungquist (ur. 12 czerwca 1921 w Säby, zm. 7 października 2017 w Skövde) – szwedzki biathlonista i żołnierz.

## Kariera
W 1948 roku wystąpił na igrzyskach olimpijskich w Sankt Moritz, gdzie wspólnie z Edorem Hjukströmem, Holgerem Borghiem i Fride Larssonem zajął trzecie miejsce w pokazowych zawodach patrolu wojskowego. Był to jego jedyny sukces na międzynarodowych zawodach tej rangi. W trakcie igrzysk miał stopień szeregowego.